# Mirosternus stenarthrus
Mirosternus stenarthrus är en skalbaggsart som beskrevs av Perkins 1910. Mirosternus stenarthrus ingår i släktet Mirosternus och familjen trägnagare. Inga underarter finns listade i Catalogue of Life.